# Kami-Nari Patera
Kami-Nari Patera est une patera, ou un cratère aux contours festonnés, situé sur le satellite galiléen Io de la planète Jupiter. Cet objet géologique mesure approximativement 53 kilomètres de diamètre et est localisé à 8,7° S, 235,08° O. Il est nommé selon le dieu Japonais du tonnerre, Kami-Nari. Ce nom a été entériné par l'union astronomique internationale en 2000,. Au sud se trouve Reiden Patera et à l'est Asha Patera.